# Операция «Аталанта»
Операция «Аталанта» (Operation Atalanta) была инициирована Европейским союзом в декабре 2008 года в ответ на рост пиратства у берегов Сомали, особенно в районе Аденского залива и у входа в Суэцкий канал. Основные цели операции включают:
1. Патрулирование морских путей: Европейские военно-морские силы осуществляют регулярные патрули и мониторинг в зоне ответственности, чтобы предотвратить пиратские нападения.
2. Защита судов: Операция предоставляет защиту коммерческим суднам, особенно тем, которые перевозят гуманитарные грузы для Сомали, через международные торговые пути.
3. Обучение местных сил: Операция способствует подготовке и обучению местных морских сил, чтобы они могли эффективно противостоять пиратству.
4. Поддержка гуманитарных миссий: Операция также защищает гуманитарные миссии и грузы, помогая обеспечивать безопасное доставка помощи в Сомали.

В операцию вовлечены военно-морские силы стран ЕС, а также других партнеров. Операция успешно способствовала снижению числа пиратских атак и укреплению безопасности в регионе.